# Sinik

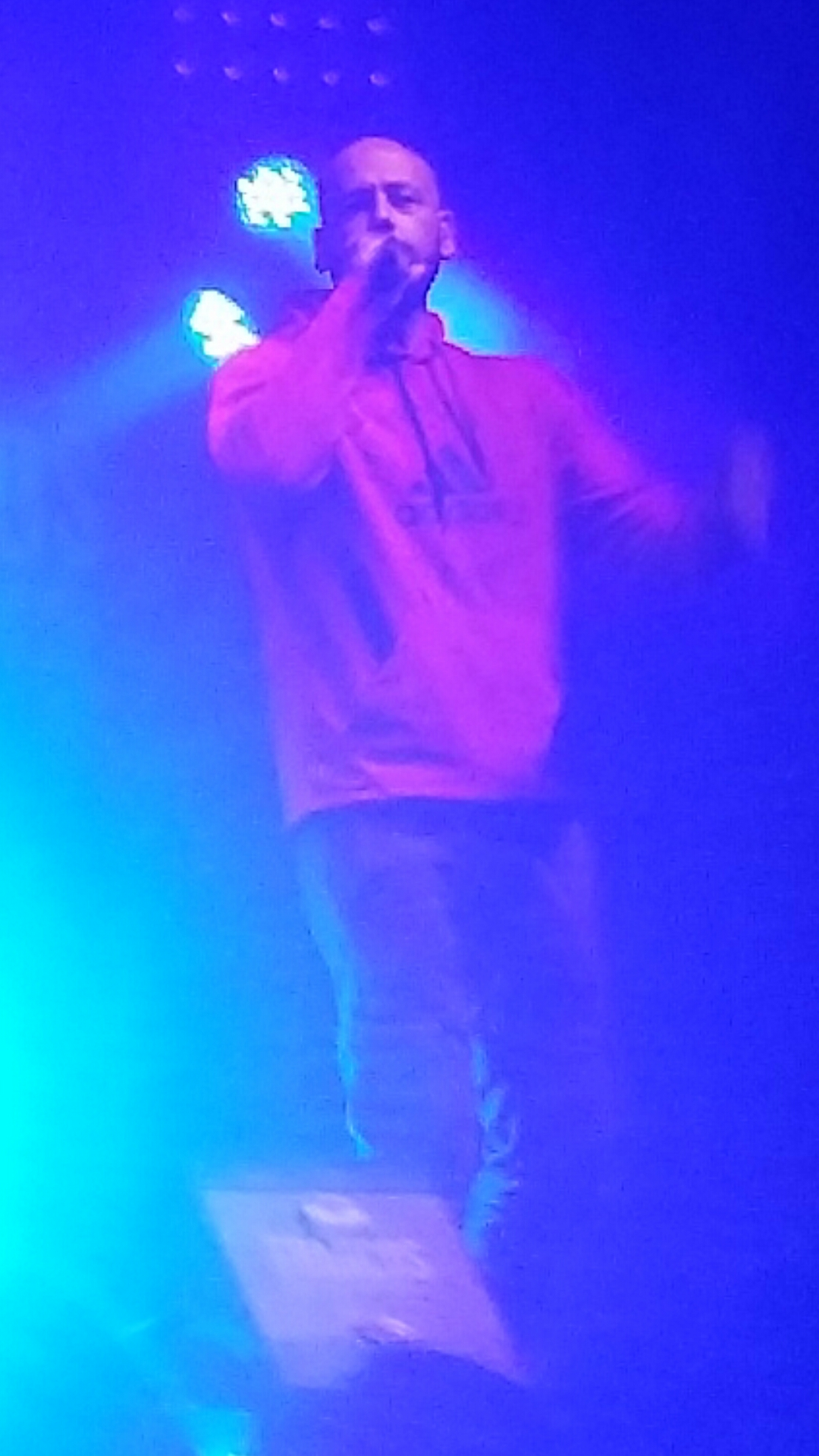
Sinik im Jahr 2019

Sinik (* 26. Juni 1980 in Paris, eigentlich Thomas Gérard Idir) ist ein französischer Rapper.

## Leben
Seine Mutter ist Französin, sein Vater Kabyle. Seine Kindheit und Jugend verbrachte er ab seinem vierten Lebensjahr in Les Ulis (Essonne), einem Vorort von Paris.
Ab 1996 war er Mitglied der Gruppe L’Amalgame, mit der er sich in der Undergroundszene von Paris einen Namen machte. Die Crew entwickelte sich und wurde zu Ul’Team Atom. Gleichzeitig begann er seine Solokarriere. Nach zahlreichen Mixtapes veröffentlicht er im Jahr 2000 seine erste Maxi Malsain auf dem Plattenlabel 3.5.7. Im Jahr 2001 traf er Karim und Nabil, mit denen er das Label 609 (auch Six o Nine) gründete.
Diam’s, der er mit 14 Jahren begegnete, beeinflusste seine Karriere nachhaltig. Die beiden Rapper verbindet eine mehr als berufliche Beziehung, geprägt durch die Bewältigung gemeinsamer Probleme, sodass sie ihre Beziehung wie die zwischen Bruder und Schwester beschreiben, was in dem Titel Le même sang zum Ausdruck kommt.
Am 25. Januar 2005 erschien La main sur le cœur, sein erstes Album mit der Plattenfirma Warner Music Group, welches in Frankreich Goldstatus (mehr als 200.000 verkaufte Einheiten) erlangte.
Sein zweites Album Sang froid erschien am 3. April 2006. Darauf sind renommierte Künstler, wie Kool Shen, El Tunisiano (von der Gruppe Sniper) und Kayna Samet, vertreten. Auch dieses Album verkaufte sich in Frankreich mehr als 200.000 Mal.
Am 10. Dezember 2007 kam sein drittes Album Le toit du monde heraus. Die erste Auskopplung dieses Albums De tout la haut  erschien am 15. Oktober 2007.

## Diskografie

### Alben
- 2000 – Malsain (4 Titel)
- 2003 – Artiste triste (5 Titel)
- 2004 – En attendant l’album (13 Titel + 2 Instrumental)

| Jahr | Titel                        | Höchstplatzierung, Gesamtwochen, AuszeichnungChartplatzierungen (Jahr, Titel, Platzierungen, Wochen, Auszeichnungen, Anmerkungen) | Höchstplatzierung, Gesamtwochen, AuszeichnungChartplatzierungen (Jahr, Titel, Platzierungen, Wochen, Auszeichnungen, Anmerkungen) | Höchstplatzierung, Gesamtwochen, AuszeichnungChartplatzierungen (Jahr, Titel, Platzierungen, Wochen, Auszeichnungen, Anmerkungen) | Anmerkungen |
| Jahr | Titel                        | FR | BEW | CH | Anmerkungen |
| ---- | ---------------------------- | --- | --- | --- | ----------- |
| 2005 | Le main sur le cœur          | FR3 Platin · (68 Wo.)FR | BEW78 (12 Wo.)BEW | CH47 (5 Wo.)CH |             |
| 2006 | Sang froid                   | FR2 Platin · (42 Wo.)FR | BEW5 (32 Wo.)BEW | CH11 (14 Wo.)CH |             |
| 2007 | Le toit du monde             | FR5 Gold · (46 Wo.)FR | BEW20 (20 Wo.)BEW | CH34 (10 Wo.)CH |             |
| 2009 | Ballon d’or                  | FR19 Gold · (16 Wo.)FR | BEW40 (9 Wo.)BEW | — |             |
| 2011 | L’assassin – Le côté malsain | FR8 (15 Wo.)FR | BEW29 (12 Wo.)BEW | — |             |
| 2012 | La plume et le poignard      | FR11 (11 Wo.)FR | BEW23 (19 Wo.)BEW | CH81 (1 Wo.)CH |             |
| 2015 | Immortel 2                   | FR5 (9 Wo.)FR | BEW49 (10 Wo.)BEW | — |             |
| 2019 | Invincible                   | FR26 (6 Wo.)FR | BEW40 (4 Wo.)BEW | — |             |
| 2020 | Huitième art                 | FR87 (1 Wo.)FR | BEW97 (1 Wo.)BEW | — |             |
| 2022 | Niksi                        | FR28 (2 Wo.)FR | BEW126 (2 Wo.)BEW | — |             |

### Singles
| Jahr | Titel Album       | Höchstplatzierung, Gesamtwochen, AuszeichnungChartplatzierungen (Jahr, Titel, Album, Platzierungen, Wochen, Auszeichnungen, Anmerkungen) | Höchstplatzierung, Gesamtwochen, AuszeichnungChartplatzierungen (Jahr, Titel, Album, Platzierungen, Wochen, Auszeichnungen, Anmerkungen) | Höchstplatzierung, Gesamtwochen, AuszeichnungChartplatzierungen (Jahr, Titel, Album, Platzierungen, Wochen, Auszeichnungen, Anmerkungen) | Anmerkungen           |
| Jahr | Titel Album       | FR | BEW | CH | Anmerkungen           |
| ---- | ----------------- | --- | --- | --- | --------------------- |
| 2006 | Ne dis jamais     | FR26 (16 Wo.)FR | BEW38 (3 Wo.)BEW | CH70 (8 Wo.)CH | featuring Vitaa       |
| 2006 | La cité des anges | FR36 (14 Wo.)FR | — | — |                       |
| 2008 | Je réalise        | FR3 (26 Wo.)FR | BEW11 (14 Wo.)BEW | CH38 (11 Wo.)CH | featuring James Blunt |
| 2012 | Les 16 vérités    | FR143 (5 Wo.)FR | — | — | featuring Médine      |